# Метрополия
Метропо́лия (др.-греч. μητρόπολις — «столица, главный город», от μήτηρ — «мать» и πόλις — «государство, город») — государство по отношению к своим колониям, поселениям за пределами своих границ, эксплуатируемым территориям, зависимым странам.

## Античность
В античные времена метрополиями назывались полисы (города-государства), имевшие свои поселенческие колонии в чужих, варварских землях. Талассократическая колонизация побережья Средиземноморья была вызвана нехваткой земли для растущего населения метрополий в сочетании с законодательным ограничением дробления земельной собственности между наследниками. Порой разросшиеся дочерние полисы, сами некогда бывшие колониями, участвовали в дальнейшей колонизации, становясь новыми метрополиями.
Взаимоотношения между метрополией и её колониями строились на взаимовыгодной основе. Материнский полис давал им свою модель государственного устройства, управления, организации хозяйственной, общественной жизни, культуру. В случае внешней опасности — помогал военной силой, в случае большого неурожая, нужды, стихийного бедствия — выделял экономическую помощь. При этом такое покровительство не означало распространения центральной политической власти на периферию; каждая колония была самостоятельным субъектом, а метрополия обеспечивала третейский суд в случае споров между ними.
Основным взаимным интересом метрополий и колоний в эпоху древнегреческой колонизации был торговый обмен, чему способствовала совместимость их правовых систем. В основном, колонии экспортировали в метрополии сырьё — зерно, вино, медь, а также рабов. В свою очередь, в колонии из центра экспортировались изделия из металлов, ткани, керамика и другие ремесленные товары.
В эпоху Древнего Рима экспансия метрополии стала охватывать не только прибрежные территории. Римские колонии распространились и во внутренних землях по всей империи. В ряде регионов (например, в римском Египте) полисы стали формой местного управления: их граждане не имели римского гражданства. На собственно же римских территориях существовала аналогичная полису система муниципий.

## Новое и Новейшее время
Сопоставимая по масштабам территориальная экспансия возобновилась с окончанием Средневековья. Великие географические открытия, ставшие возможными благодаря развитию мореходства и появлению океанических флотов, огнестрельного оружия, промышленной революции в сочетании с вызванной геополитическими и экономическими причинами потребностью в налаживании новых торговых путей, привели к межконтинентальной экспансии европейцев, образованию заморских колоний и мировых колониальных империй.

### Империализм
Метрополиями первоначально выступили основные европейские державы того времени — Испания, Португалия, Нидерланды, Великобритания, Франция и т. д., а позже — и неевропейские (США, Япония). При этом в ряде случаев существовала и существует разница между географическим и цивилизационным центром той или иной империи.
Так, в Британской империи под метрополией подразумевался собственно остров Великобритания (англ. metropolitan Britain), он противопоставлялся британским заморским территориям (англ. overseas territories), однако при этом прилегающие небольшие островные владения (остров Мэн, Джерси и Гернси), являясь коронными землями, никогда не считались колониями, так же как и соседний остров Ирландия, с 1541 года состоявший в унии с Англией как Королевство Ирландия, а в 1801 году полностью объединившийся с Королевством Великобритания.
Метрополия Франции (фр. France métropolitaine или просто la Métropole) включает в себя европейскую часть страны с примыкающими мелкими островами (France continentale), а также остров Корсика. Совокупно с заморскими колониями (позже — заморскими владениями) она составляла Французскую колониальную империю (L’Empire colonial français). Под метрополией Португальской империи (порт. Metrópole) понималась (и даже была юридически прописана в этом качестве в конституции 1822 года) Континентальная Португалия совокупно с двумя её островными автономными регионами в Северной Атлантике — Азорскими островами и Мадейрой, — в то время как заморские владения назывались Ultramar. И т. д.
Аналогично, частями метрополии Японской империи — «внутренними территориями» (яп. 内地) — являлись все её земли на момент вступления в силу Конституции Мэйдзи (1890), включая Курильские острова и архипелаг Рюкю. Они противопоставлялись «внешним территориям» (яп. 外地), то есть колониям. В отношении каждой из колоний японский парламент принимал Основной указ, определявший права и обязанности правителя колонии, а также принципы её взаимоотношений с метрополией. При этом Южный Сахалин (Карафуто) в 1943 году был преобразован из колонии в часть собственно империи и формально стал частью метрополии.

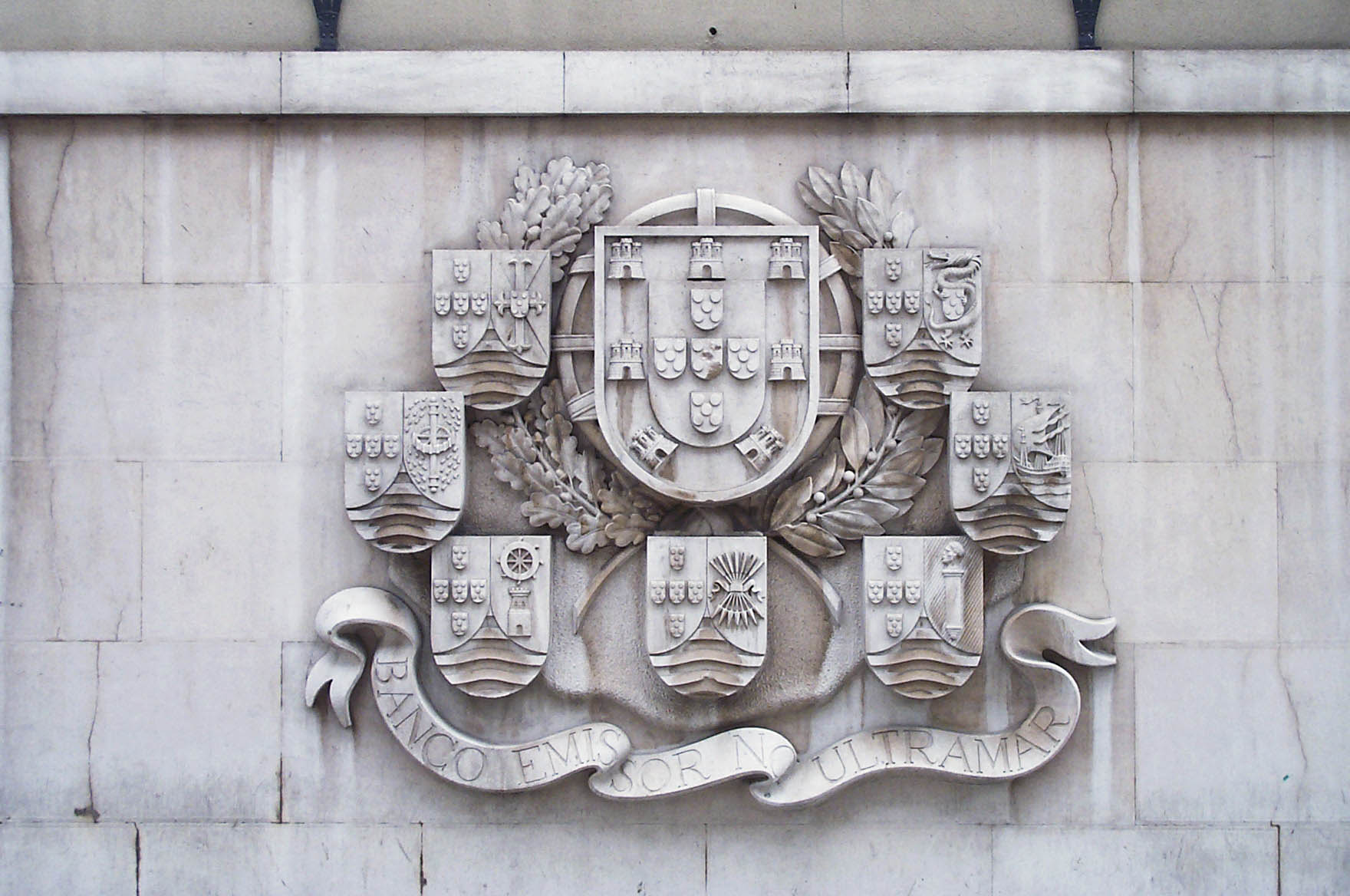
Герб Португалии в окружении гербов оставшихся к середине XX века её колоний на здании Португальского заморского банка (Banco Emissor no Ultramar)

### Колониализм
Основными целями метрополий при захвате, удержании и переделе колоний были:
- монопольная эксплуатация их природных и людских ресурсов;
- оптимизация торговых путей, рынков сбыта;
- лучшая правовая защищённость торговли путём унификации правового поля;
- экспорт в колонии части населения метрополии, не могущего найти себе применение, изгоев;
- импорт бесправной по сравнению с жителями метрополии, более дешёвой или вообще бесплатной (см. рабство) рабочей силы;
- цивилизационная, культурная, языковая экспансия, геостратегические интересы, гегемония.

Такая стратегия получила название «колониализм». Определяющей при этом была консервация и усугубление цивилизационного разрыва между метрополией и колонией: за немногими исключениями, империи не были заинтересованы в сбалансированном развитии своих заморских владений. Колонизаторы видели выгоду лишь в росте товарности хозяйств в колониях, они поддерживали и закрепляли феодальные и дофеодальные отношения, рассматривая местную знать в колонизированных странах в качестве своей социальной опоры.
Колонии были лишены или существенно ограничены в полноте суверенитета на собственной территории в пользу метрополии — как путём навязывания первым неравноправных договоров, протектората, вассалитета, «аренды», концессии, опеки и др., так и путём прямой оккупации, аннексии, формирования метрополией своей колониальной администрации. Жители колоний были ущемлены в гражданских правах, зачастую проводилась политика дискриминации местной культуры, вплоть до расовой, сословной или иной сегрегации, апартеида, сгона с земли, лишения средств к существованию, геноцида.

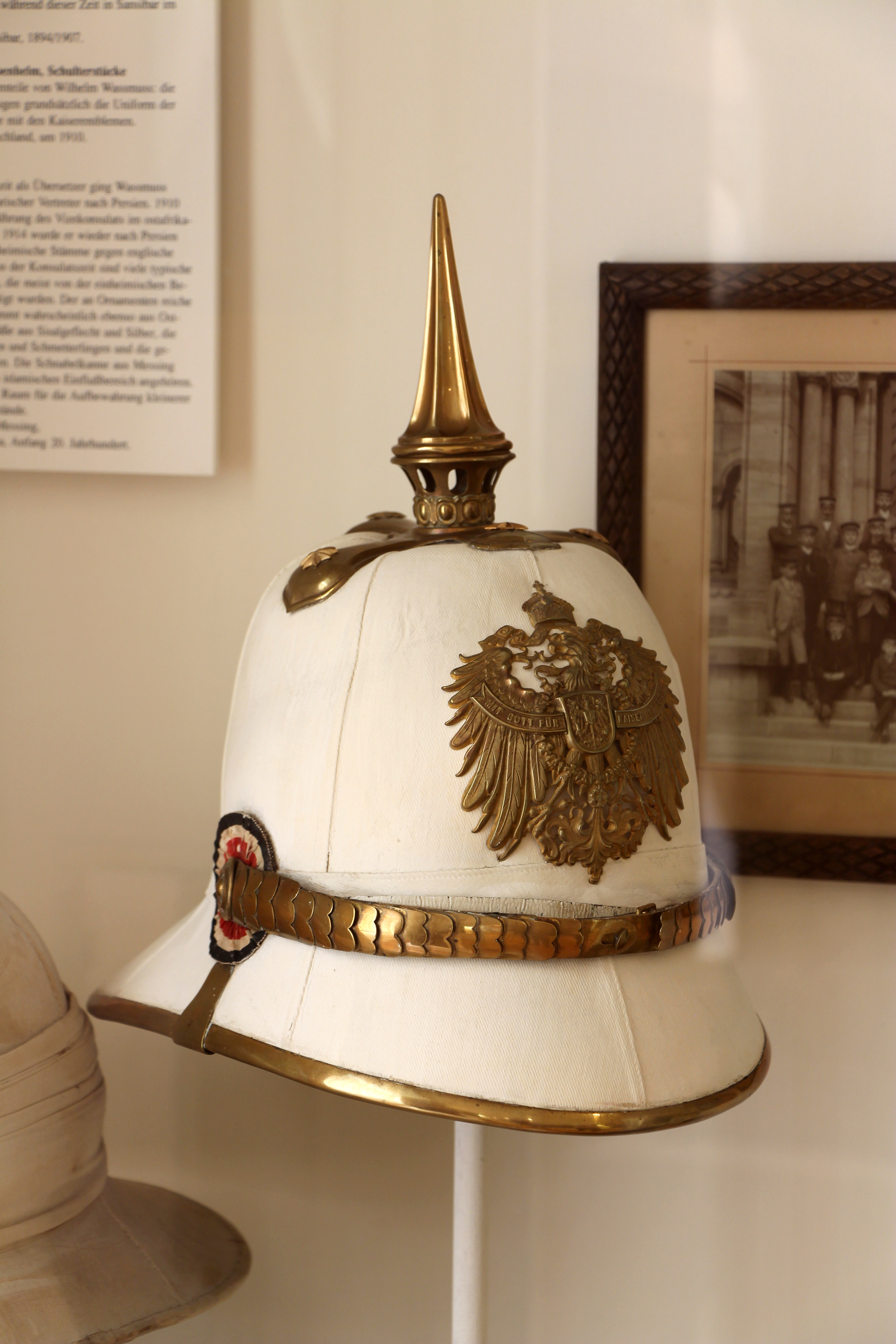
Германский колониальный шлем (ок. 1910)

В то же время колониализм способствовал развитию медицины, формированию новых социальных институтов, совершенствованию инфраструктуры, внешней торговли, сглаживанию социальных противоречий в метрополиях, международному разделению труда, экономической интеграции, дальнейшему развитию научно-технического прогресса, появлению мировых религий, распространению языков, культурному обмену, глобализации в целом.

## Современность
С распадом мировой колониальной системы в ходе деколонизации термин «метрополия» не ушёл в прошлое, налаженные многовековые связи между метрополиями и их бывшими колониями не прервались, хотя и существенно изменились. Прямой территориально-политический захват как основной метод эпохи империализма сменился опосредованными формами экспансии — утверждением марионеточных режимов, упрочением экономической зависимости от метрополий, особенно в местных элитах, неоколониализмом, неоимпериализмом, мягкой силой.
Сами колониальные империи трансформировались в добровольные межгосударственные содружества — британское Содружество наций, Франкофонию, Испанидад, Нидерландский языковой союз, Содружество португалоязычных стран и др. В некоторых случаях объединения метрополий и сохранивших политическую зависимость от них их бывших колоний происходят на основе символической общей монархии.
Таковы, например, Королевство Дании (сообщество Дании, Фарерских островов и Гренландии), Королевство Новой Зеландии (объединение Новой Зеландии, Токелау, зависимой территории Росса и ассоциированных государств Острова Кука и Ниуэ) и Королевство Нидерландов (содружество Нидерландов и нескольких карибских островов — Аруба, Кюрасао, Синт-Мартен, Бонайре, Синт-Эстатиус и Саба).
В основном, коренные жители современных зависимых территорий обладают такими же гражданскими правами, как и население соответствующих стран-метрополий, хотя и не всегда тем же формальным статусом. Экономическая ситуация в некоторых сохранивших формальную зависимость от метрополий землях оказывается лучше, чем у их соседей, ставших на волне деколонизации независимыми государствами. Примерами таких колоний являются Французская Гвиана или Пуэрто-Рико. С другой стороны, средние доходы местного населения обычно намного ниже таковых у жителей соответствующей метрополии, а локальная элита и экономика по-прежнему ориентированы на страну-колонизатора.